# Irma Breitwieser
Irma Breitwieser, geborene Irma Szalay (* 14. April 1941 in Klagenfurt; † 29. Januar 1997 in Zürich), war eine österreichische bildende Künstlerin. Ihr Werk umfasst Malerei, Zeichnungen, Fotografie und Tapisserie.

## Leben und Werk
Irma Breitwieser besuchte von 1956 bis 1960 die Abteilung Musterzeichnung der Textilfachschule in Wien. Anschließend studierte sie von 1960 bis 1962 an der Wiener Hochschule für angewandte Kunst. An der Akademie der bildenden Künste Wien studierte sie von 1962 bis 1966 Wandmalerei bei Erich Huber, Malerei bei Albert Paris Gütersloh und Tapisserie bei E. Vogler.
Breitwieser war mit einem Ethnologen verheiratet. Das Ehepaar lebte mit ihrem gemeinsamen Kind ab 1970 in Zürich. 1986 und 1990 erhielt Breitwieser einen Studien- und Werkbeitrag für bildende Künstler vom Kanton Zürich.
Als Mitglied der Sektion Zürich der GSMBA stellte sie ihre Werke in Gruppen- und Einzelausstellungen aus.